# Тукхум

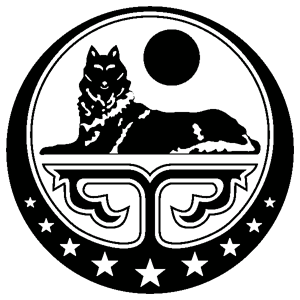
Герб Чеченської Республіки Ічкерія, зірки символізують дев'ять тукхумів

Тукхум є спілкою тайпів непов'язаних родинними зв'язками але об'єднаних задля спільного вирішення загальних питань — оборони від спільного ворога і економічної співпраці. Тукхуми займають певні терени, що складаються як з вже заселених ними теренів, так і з довколишніх теренів, котрі приналежними до даного тукхуму тайпами використовуються для полювання, землеробства та скотарства. Кожен тукхум говорить своєї говіркою вайнахських мов.
Тукхуми на відміну від тайпів не мають формального ватажка. Координаційним органом тукхуму є Рада Старійшин, що обирається за принципом рівного представництва кожного з тайпів даного тукхуму.
Рада Старійшин скликається задля розв'язання міжтейпових спорів, а також для захисту окремих тейпів, або тукхуму загалом. Рада Старійшин має право оголошувати війну і укладати мир, вести переговори з рівними собі суб'єктами і укладати з ними союзи.
Тукхуми не були об'єднаннями на базі спільного родоводу, а радше братствами. Це є утворення, що виникає з племінної організації. Це є спілка кількох тайпів одного племені, утворена задля задоволення певних потреб.
Племінний союз тукхумів становить Хам або цілий Чеченський народ.
Впродовж 16го і 17го сторіч в Чечні з окремих тайпів сформувались дев'ять тукхумів.
На сьогодні, Чеченці об'єднаний у дев'ять тукхумів, що включають понад сто тайпів:
- Мелхій
- Нохчмахкахой
- Овхой[2]
- Орстхой
- Терлой
- Чантий
- Чебарлой
- Шарой
- Шатой